# Louis-Charles de Prusse
Louis-Charles de Prusse (en allemand : Friedrich Ludwig Karl von Preußen) (né à Potsdam le 5 novembre 1773 et décédé à Berlin le 28 décembre 1796) est le second fils et le troisième enfant de Frédéric-Guillaume II, roi de Prusse, et de Frédérique-Louise de Hesse-Darmstadt.

## Biographie

### Mariage et descendance
Le 26 décembre 1793 à Berlin, en Prusse, Louis-Charles épouse la duchesse Frédérique de Mecklembourg-Strelitz, fille cadette de Charles II de Mecklembourg-Strelitz et sœur de Louise (épouse du frère de Louis, Frédéric-Guillaume III). De cette union naissent trois enfants :
- Frédéric (30 octobre 1794 — 27 juillet 1863) ;
- Charles (26 septembre 1795 — 6 avril 1798) ;
- Frédérique (30 septembre 1796 — 1er janvier 1850).

Le prince Louis-Charles meurt à l'âge de 23 ans de la diphtérie. Son épouse veuve se remarie deux fois par la suite, devenant finalement reine de Hanovre grâce à son troisième époux, le duc de Cumberland Ernest-Auguste Ier.